# Spatangus capensis
Spatangus capensis is een zee-egel uit de familie Spatangidae.
De wetenschappelijke naam van de soort werd in 1905 gepubliceerd door Ludwig Döderlein.